# Congrégation de Sainte-Catherine
La congrégation des sœurs de Sainte-Catherine (Congregatio Sanctae Catharinae) forment une congrégation religieuse féminine hospitalière de droit pontifical.

## Historique

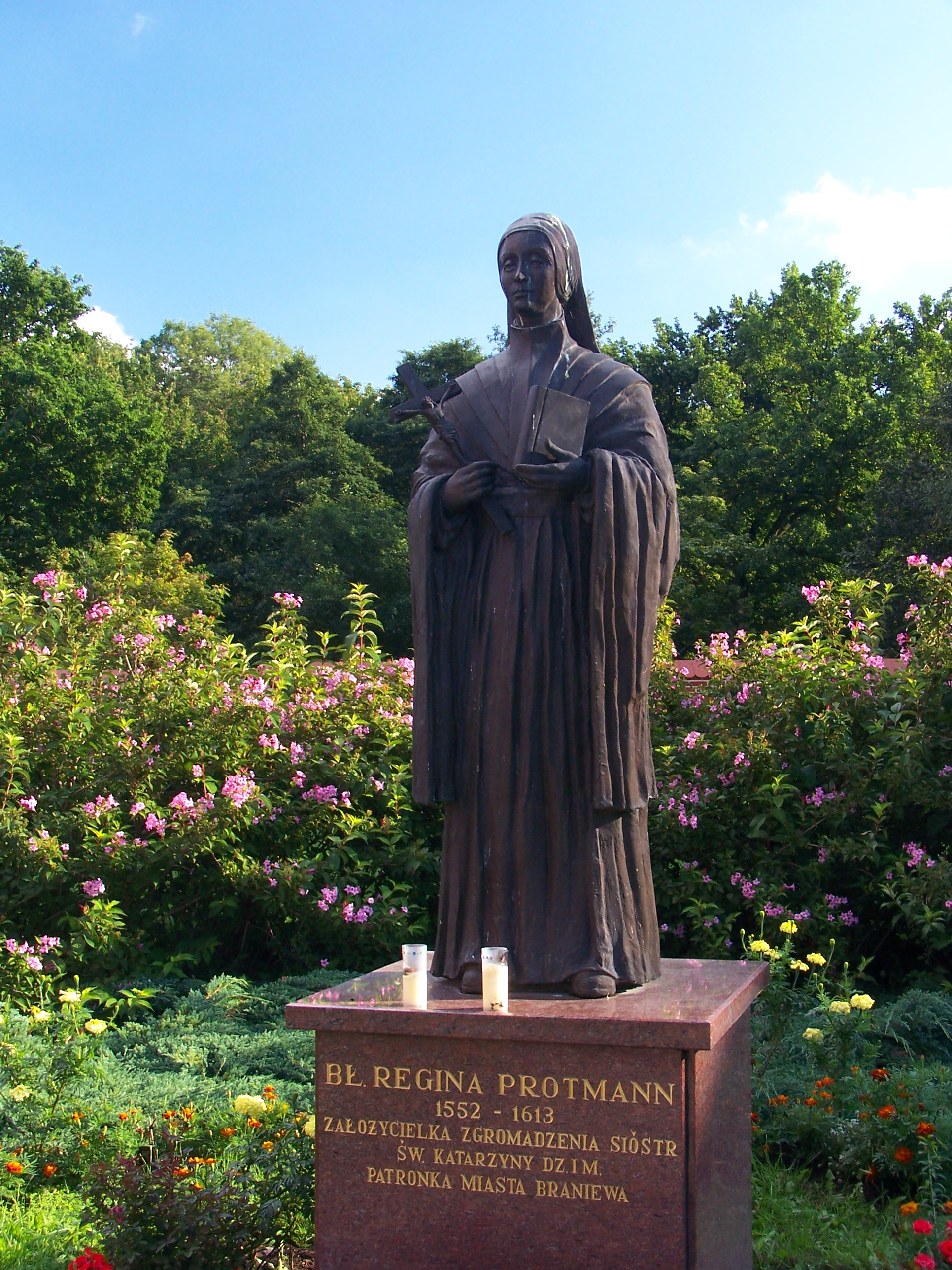
Statue de la bienheureuse Regina Protmann à Braniewo, ancienne Braunsberg

Cette congrégation, placée sous le patronage de sainte Catherine, est l'une des plus anciennes congrégations féminines vouées aux malades : elle a été fondée en Prusse royale (province de Varmie) en 1571. C'est en effet cette année-là que Régine Protmann (béatifiée à Varsovie le 13 juin 1999 par Jean-Paul II), née en 1552 et morte en 1613, quitte la maison paternelle pour se retirer avec deux autres jeunes filles dans une maison de Braunsberg à la Kirchgasse (rue de l'église). Elles prennent le nom de « vierges dévotes de sainte Catherine » et adoptent un mode de vie proche de celui des béguines (c'est-à-dire sans clôture), à une époque où la plupart des anciens territoires des chevaliers teutoniques, excepté en grande partie la Varmie, allaient basculer dans le protestantisme luthérien. Regina Protmann (dont la devise est "Comme Dieu le veut") fonde ensuite des maisons à Wormditt (1586), Heilsberg (1587) et Rössel (1593), pour s'occuper du soin des personnes âgées et de l'instruction des fillettes.
Regina Protmann rédige des constitutions avec l'aide de pères jésuites, basées sur la règle de saint Augustin. Elles sont approuvées par l'évêque de Varmie, Martin Kromer, le 8 mars 1583 et confirmées par le nonce au début du XVIIe siècle. L'institut est approuvé par le pape Clément VIII le 12 mars 1602 et en tant que société apostolique le 23 mai 1903 par le Saint-Siège.
C'est la principale congrégation enseignante pour les fillettes des écoles primaires de Varmie au XIXe siècle et pour la minorité catholique de la province de Prusse-Orientale. Elles ouvrent également à cette époque des écoles à Königsberg, Berlin, et dans l'actuelle Lituanie (autrefois province de Prusse-Orientale). Elles s'installent aussi à Liverpool en 1866 et fondent l'école allemande d'Helsingfors (aujourd'hui Helsinki). Les franciscains les appellent en 1897 au Brésil pour ouvrir des écoles pour les enfants d'émigrants allemands, et qui s'ouvrent ensuite à l'enseignement en langue portugaise. C'est dans ce pays que les religieuses sont les plus nombreuses aujourd'hui. Leur dernière mission est au Togo, où elles ont ouvert un poste en 1983.
Elles étaient un millier en 1933, avant la fermeture de leurs établissements scolaires par les autorités nationales-socialistes. Leur maison-mère et maison-généralice était jusqu'en 1945 en province de Prusse-Orientale. Cent-deux religieuses trouvent la mort dans les derniers mois de la guerre en Prusse-Orientale, d'où elles sont chassées comme leurs compatriotes, lorsque le régime communiste est installé et que la région passe sous autorité polonaise. Elles s'installent alors dans le diocèse d'Osnabrück et dans les années 1950 à Francfort-sur-le-Main. D'autres Sœurs ouvrent des maisons de soin à Hambourg, Xanten, Daun, etc.

## Activité et diffusion
Les Sœurs de Sainte-Catherine, qui étaient à l'origine vouées également à l'instruction et à l'éducation chrétienne des fillettes et des jeunes filles, sont désormais tournées vers le soin des malades et l'éducation des orphelins.
Elles sont aujourd'hui présentes en Allemagne, au Brésil, où elles ont suivi les émigrants allemands à la fin du XIXe siècle, en Lituanie et en Pologne, en Ukraine et en Russie, auprès des descendants de Polonais principalement. Elles sont également installées en Italie (où se trouve la maison-généralice à Grottaferrata), au Royaume-Uni, en Finlande et au Togo.
En 2017, la congrégation comptait 574 sœurs dans 105 maisons.
En 2022, Mary Lembo, de la congrégation de Sainte-Catherine, publie Religieuses abusées en Afrique, faire la vérité. Elle y décrit l’omerta autour des agressions sexuelles et viols de religieuses par des prêtres en Afrique subsaharienne. Après y avoir décrit « son projet, sa méthode, ses auteurs de référence, les concepts convoqués », elle présente neuf témoignages anonymisés pour traiter les « dérapages affectifs parfois violents de prêtres vis-à-vis des femmes consacrées ou des jeunes filles en formation ». Pour la théologienne Marie-Jo Thiel, il s'agit d'une « analyse nécessaire et à poursuivre ».